# Pterostichus scrutator
Pterostichus scrutator är en skalbaggsart som beskrevs av Leconte 1848. Pterostichus scrutator ingår i släktet Pterostichus och familjen jordlöpare. Inga underarter finns listade i Catalogue of Life.